# Henrik Jansson-Schweizer
Lars Henrik Jansson-Schweizer, född Jansson den 4 april 1969 i Upplands Väsby, är en manusförfattare, producent och regissör. 
Han har bland annat skapat TV-serien Tjockare än vatten för Sveriges Television. Han ligger också bakom TV-serien Midnattssol och som författare bl.a. skrivit Häxdansen för Sveriges Television. Som producent har han bl.a. producerat långfilmen Hundraåringen som klev ut genom fönstret och försvann i regi av Felix Herngren baserad på Jonas Jonassons roman med samma namn. Filmen vann biopublikens pris 2013 och nominerades för en Oscar för bästa smink 2016. Som regissör har han regisserat långfilmen Superswede om racerföraren Ronnie Peterson. Filmen hade premiär den 16 augusti 2017 på fler än 200 biografer över hela landet och blev därmed den största dokumentärfilmspremiären på bio i Sverige någonsin.[källa behövs] Den nominerades senare till biopublikens pris i guldbaggen samt bästa dokumentärprogram i svenska TV-priset Kristallen. 2009 grundande han tillsammans med den fransk-svenska producenten Patrick Nebout produktionsbolaget Nice Drama vars samarbete lett till flera stora framgångar i Sverige och utomlands. 
Julen 2024 hade TV-serien Whiskey on the Rocks premiär på Sveriges Television och Disney+ där Jansson-Schweizer var exekutiv producent samt hade skrivit manuset baserat på en historia av författaren Jonas Jonasson.